# Химера
Химера е древно чудовище от гръцката митология. Митове за Химера има в „Митологическа библиотека“ на Аполодор, „Енеида“ на Вергилий, Омировата „Илиада“, „Метаморфози“ на Овидий и „Теогония“ на Хезиод.

## Изобразяване
Въпреки че някои от съставящите образа й елементи са на мъжки животни, традиционно се смята, че съществото е от женски пол. 
Според Омир, най-ранният извор по този въпрос, Химера (на гръцки означава „млада коза“, но е възможно да има връзка - по силата на огнената й/светлинната й страна - и с гръцката дума за "ден", а оттам и с образа на богинята на дневната светлина Хемера) „била огнедишащ звяр, с лъвска глава, опашка на дракон, с козе туловище, яростна бълваща струя голяма от огън разпален“. Хезиод, който пише век по-късно, се съгласява, че тя е била страховито създание и я представя още по-свирепа, като ѝ добавя още две глави (козя и змийска). 
Смята се, че Химера обитава място в близост до днешния град Кемер (при планината Тахталидаг) – на около 60 км от Анталия, Турция. Страбон сочи планината Крагос в Ликия (близо до мястото, където сега се намира град Фетхие, Турция) като местообитание на Химера. И двете места са в околностите на планината, известна в древността като Химера, а впоследствие - като Янарташ, където (по-специално, в свързваната с леговището на Химера местност Чирали) съществуват повърхностни газови находища, от които бликат т.нар. вечни огньове (непрекъснато горящи пламъци, излизащи изсред скалите). Забележими и в днешно време (20.-21. век), в Древността те са били често и много по-високи и ярки, служейки за ориентир на моряците по ликийското крайбрежие.
В преносен смисъл химера означава „невъзможно желание, фантазия“. В скулптурата химера се наричат фантастичните чудовища.

## Легенда
Според легендите за Химера, тя е родена от чудовищата Тифон и Ехидна и е (от брат си Орфо) майка на Сфинкс и Немейския лъв. 
Като малка (т.е. предполагаемо това е относително младо или до някое време бавно растящо създание) е любимо животно на царя на Кария- древна страна в Мала Азия. Проявява се като много буйно и агресивно чудовище и скоро напада съседна Ликия (или всъщност е родена и отгледана в тази страна от местния владетел Исар, известен и като Амисодар). Бълвайки огън и дим, тя се скита насам-натам, изгаря всичко по пътя си и отнася жени, деца и добитък, които кръвожадно разкъсва.
Отначало Химера се слави като непобедима. Впоследствие е убита със стрела (или копие) от героя Белерофонт, яздещ своя летящ кон Пегас. Съществото е улучено в устата, а на върха на острието има прикрепен слитък олово, което се разтопява от огъня и така то се задушава.